# Cuidado, hombres trabajando
Cuidado, hombres trabajando es una película filmada en colores de Argentina dirigida por Néstor Cosentino sobre su propio guion escrito según los espectáculos de mimoteatro de Roberto Escobar e Igón Lerchundi que, producida en 1986, nunca fue estrenada comercialmente. Tuvo como protagonistas a Roberto Escobar, Igón Lerchundi , Eloísa Cañizares y  Carmen Vallejo.

## Sinopsis
Dos trabajadores en su rutina desde que se levantan hasta que se acuestan.

## Reparto
| Actor                        | Personaje |
| ---------------------------- | --------- |
| Roberto Escobar              |           |
| Igón Lerchundi               |           |
| Eloísa Cañizares             |           |
| Carmen Vallejo               |           |
| Gladys Andrada               |           |
| María de los Ángeles Cabreja |           |
| Carolina Cavallieri          |           |
| Carlos Alberto Cruz          |           |
| María Laura Ferruci          |           |
| Claudia Gualdoni             |           |

## Comentarios
Manrupe y Portela escriben:

«Única incursión cinematográfica de los dos grandes maestros del mimo en la Argentina.»